# Université d'État de Fayetteville
Pour les articles homonymes, voir FSU.

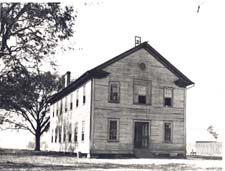
La Howard School en 1867

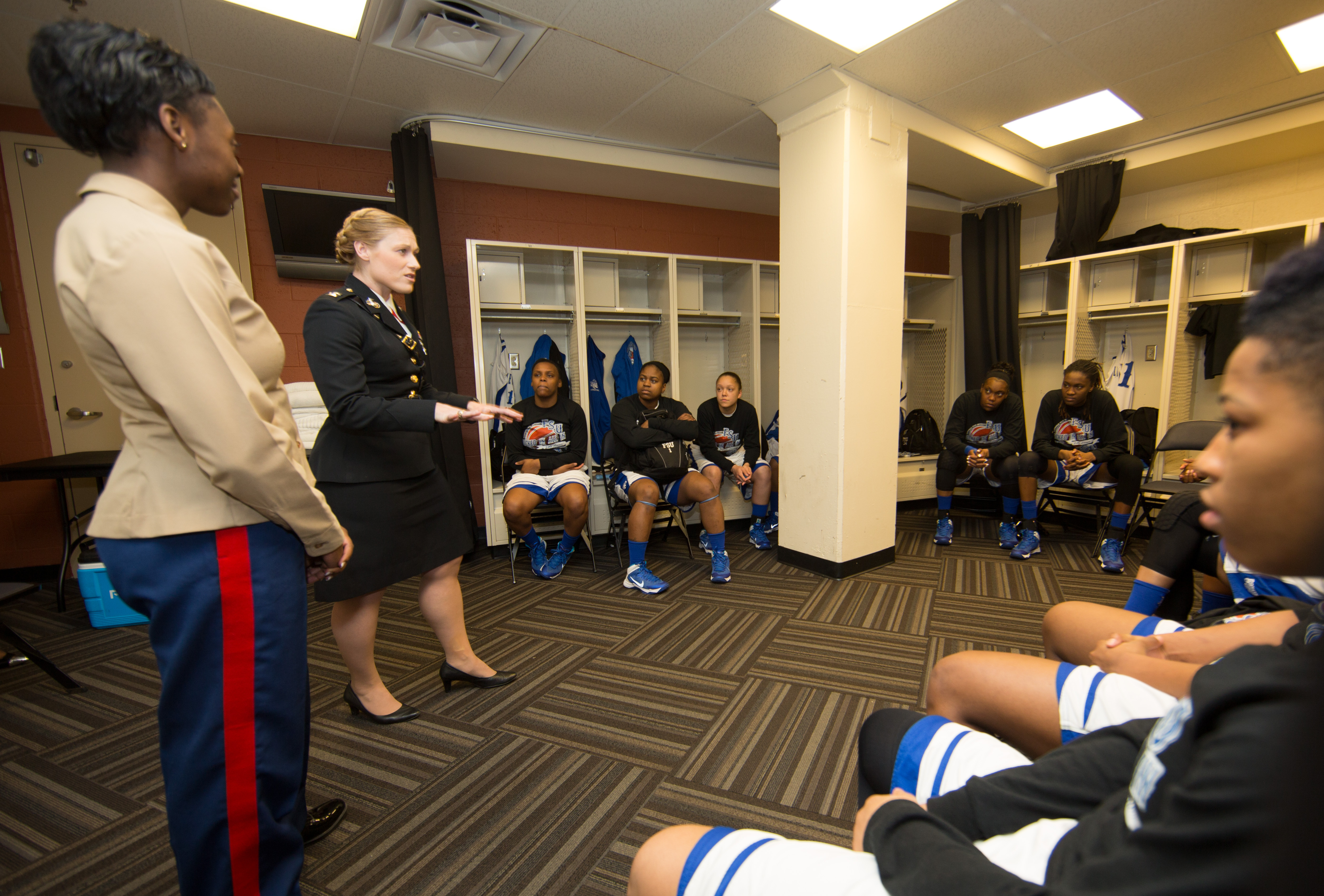

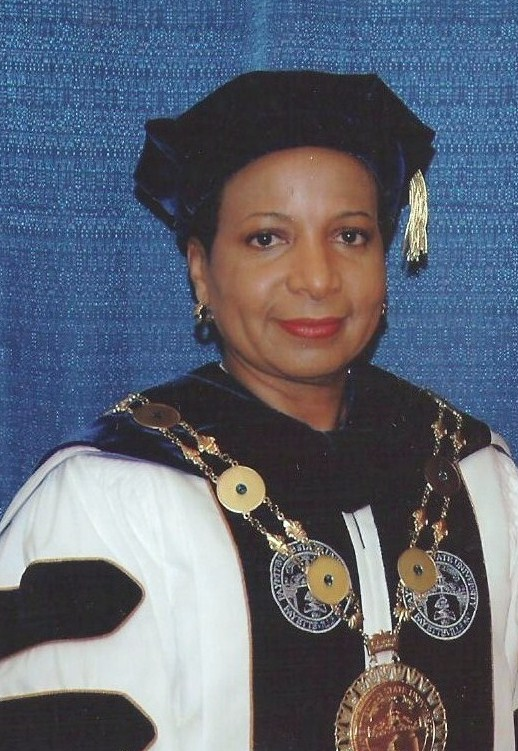

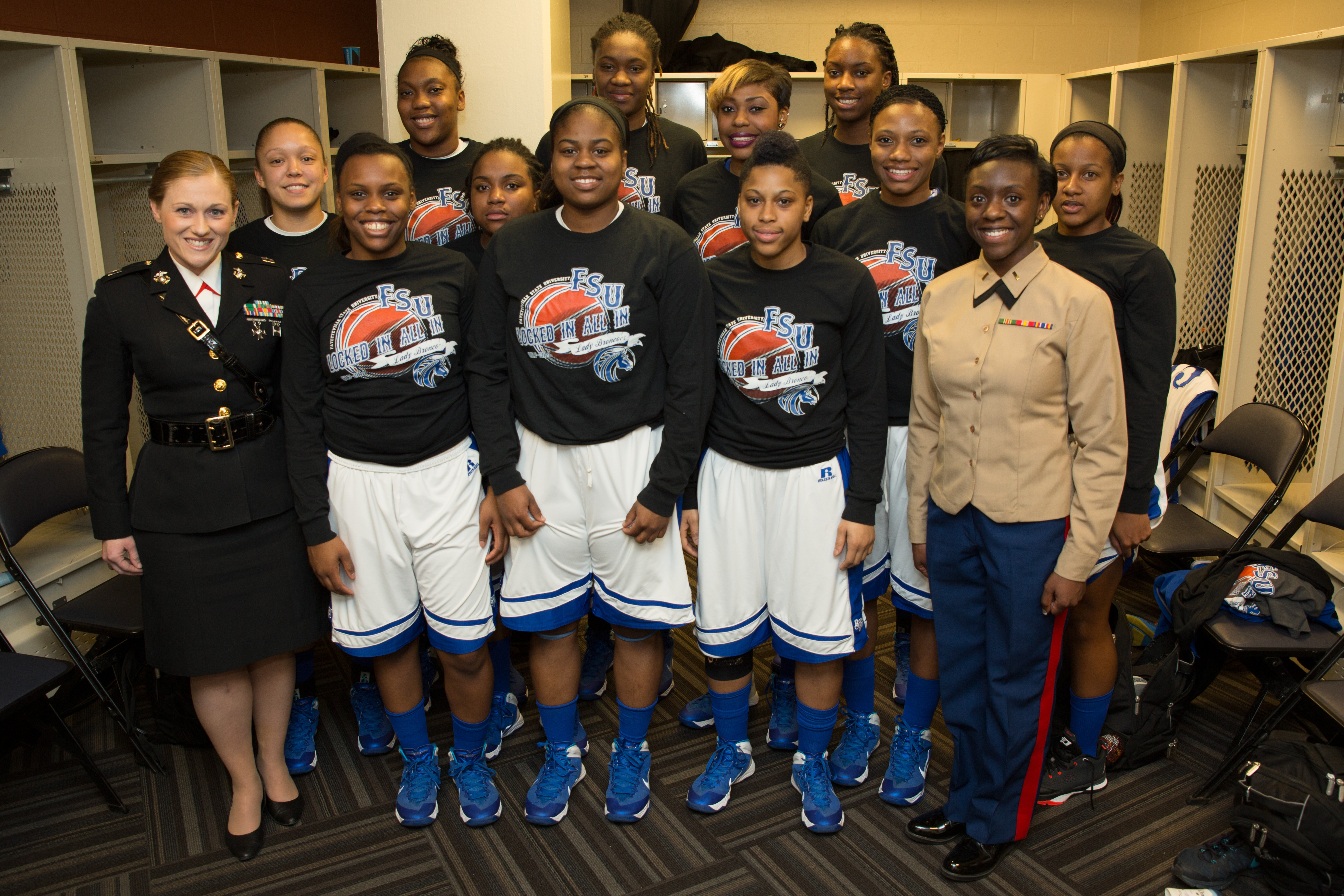

L'université d'État de Fayetteville (en anglais : Fayetteville State University ou FSU) est une université publique américaine située à Fayetteville en Caroline du Nord.

## Histoire
Après la guerre de Sécession, sept Afro-Américains : Matthew N. Leary, Andrew J. Chesnutt, Robert Simmons, George Grainger, Thomas Lomax, Nelson Carter, David A. Bryant  se réunissent, en 1867, pour discuter de la création d'un établissement d'enseignement supérieur  destinés aux Afro-américains. Après la constitution d'un conseil d'administration, après une collecte de fonds, ils achètent un terrain à Fayetteville. 
Le général Oliver Otis Howard  fait don pour financer la construction du premier établissement d’enseignement sur les nouveaux terrains. L'établissement portera comme nom de Howard School, en l'honneur de son bienfaiteur.
Robert Harris sera son premier principal jusqu'en 1877.
En 1877, le parlement de la Caroline du Nord, vote une délibération déclarant institution publique la Howard School.
La Howard School, prend alors le nom de State Colored Normal School, c'est la première institution financée par l'État de la Caroline du Nord à destination des Afro-Américains.
De 1880 à 1883, la State Colored Normal School, est présidée par l'écrivain Charles W. Chestnutt.
Le Dr Edward Elmer Smith, prend la succession de  Charles W. Chestnutt en 1883 jusqu'en 1888, puis de 1895 à 1933. Durant sa présidence de la State Colored Normal School, il crée le premier journal de la Caroline du Nord destiné aux Afro-Américains, The Carolina Enterprise . 
En 1947, elle est accréditée par la Southern Association of Colleges and Schools (en)
En 1954 elle devient membre de l'American Association of Colleges for Teacher Education (en).
En 1963, la State Colored Normal School, est renommé  Fayetteville State College.
En 1969, elle devient l'Université d'État de Fayetteville (Fayetteville State University-FSU), son président le Dr Charles Lyons, Jr., conduit l'intégration de l'université dans l'University of North Carolina.  
En 1976, elle accréditée par le National Council for Accreditation of Teacher Education (en),.  
De 2003 à 2007, elle est présidée par T. J. Bryan (en).  
De 2008 à 2019, l'université est présidée par James Anderson. Parmi ses diverses initiatives, il lance, avec la Brian Hamilton Foundation, un partenariat avec Fort Braggs ayant pour objet la réinsertion à la vie civile des vétérans et le soutien des familles de militaires engagés sur des théâtres d'opération.  
En 2019 elle est classée au 95° rang des meilleurs universités des états du Sud.

## Organisation
L'université d'État de Fayetteville possède les départements d’enseignement suivants,
- Arts, sciences humaines, (Bachelor, Master, Doctorate)
- Gestion et sciences sociales, (Bachelor, Master, Doctorate)[17]
- Littérature et culture, (Bachelor of Arts)
- Médecine, professions paramédicales, (Bachelor)
- Sciences et technologie, (Bachelor, Master)[18]

## Le sport à l'université d'État de Fayetteville
Elle possède son organisation sportive le Fayetteville State University Athletics.
Les activités sportives comprennent des équipes masculines pour : 
- Basket-ball
- Cross Country
- Football
- Golf

et des équipes féminines dans les activités suivantes :
- Basket-ball
- Bowling
- Cheerleading
- Cross Country
- Softball
- Tennis
- Volley-ball

## Anciens élèves notables
- MiKayla Raines
- Raven "Ciera" Barnes
- Mary Nobles Maultsby
- Betty Shaw
- George Napier Barnes III
- Lamont Sparrow, professeur à l'université Saint Augustin